# Juliane Reichardt
Juliane Reichardt (Potsdam, 14 mei 1752 - Berlijn, 9 of 11 mei 1783) was een Boheems pianiste, zangeres en componiste.

## Biografie

### Jeugd
Reichardt werd geboren in Potsdam. Ze was de jongste van zes kinderen. Haar vader was violist en componist Franz Benda (1709–1786). Benda was concertmeester aan het hof van Frederik II van Pruisen. Reichardts moeder was Franziska Louise Eleonore Benda (1718-1758). Haar oudste zus, Maria Caroline Benda, was ook een bekende zangeres, pianiste en componiste. Reichardt kreeg muziekles van haar vader. Ze zong en speelde piano tijdens concerten in Berlijn.
Vanaf 1733 was Franz Benda in dienst bij de Pruisische kroonprins, die later tot Frederik II van Pruisen gekroond zou worden. Na diens kroning verhuisde Frederik II van Ruppin naar Potsdam. De Benda familie volgde hem. Reichardt groeide er op in een landelijke omgeving. Franz Benda was een zeer veelzijdig musicus met een grootse reputatie. Hij componeerde, was een veelgevraagd violist en zanger, en gaf zowel vioolles als zangles. Reichardt kreeg dan ook haar muzikale opleiding van haar vader. Hun huis werd veel bezocht door prominente persoonlijkheden, zoals de schrijver Charles Burney en de componist Johann Friedrich Reichardt.

### Huwelijk
Johann Friederich Reichardt liet al vroeg zijn oog op de jongste dochter van de familie Benda vallen. Een huwelijk zat er oorspronkelijk echter niet in vanwege Johann Friederichs onzekere situatie. Met behulp van Benda kwam hij ook in dienst aan het hof van Frederik II. Hij huwde met Juliane op 23 november 1776.
Na hun huwelijk verhuisde het koppel naar Berlijn. Later trokken ze naar Hamburg, Weimar en Königsberg. In oktober 1777 werd Julianes eerste zoon, Friedrich Wilhelm, geboren. Haar tweede kind, Louise Reichardt, zag het levenslicht op 11 april 1779. Later zou Louise als liedcomponist, koordirigent en muziekpedagoog in de voetsporen van haar ouders treden. Julianes derde kind, Wilhelmine, werd geboren op 31 maart 1783. Ze leefde slechts enkele weken. Juliane stierf op 9 of 11 mei 1783 aan kraamvrouwenkoorts. Zo kwam haar beloftevolle carrière plots ten einde.

## Oeuvre
Reichardts Lieder und Klaviersonaten (Hamburg, 1782) bevat 17 liederen en 2 sonates. Een 13-tal andere liederen verschenen tijdens haar leven in almanakken en in een verzameling van haar echtgenoot getiteld Oden und Lieder (1779–81).
Tijdens haar leven publiceerde Reichardt 2 pianosonates en 30 liederen. Haar bekendste werk is de Sonate in G-majeur. Het Rondeau Allegro van dit werk maakt deel uit van de cd Mozart in the Age of Enlightenment.
Een greep uit Juliane Reichardts oeuvre:
- Zwei Sonaten für Klavier
- Klaviersonata
- 2 Sonaten fuer Klavier
- Das Deutsche Lied : Ein Jahreskreis[6]